# Comitatul Oneida, Wisconsin
Comitatul Oneida este unul din cele 72 de comitate din statul Wisconsin din Statele Unite ale Americii. Sediul comitatului este localitatea Rhinelander. Conform recensământului din anul 2000, populația sa a fost 36.776 de locuitori.

## Istoric
Comitatul Oneida a fost format în 1885 din porțiuni ale comitatului Lincoln. A fost denumit după tribul Oneida, unul din cele cinci națiuni ale grupului nativ nord-american numit Iroquois.

## Geografie
Potrivit datelor furnizate de Biroului Recensământului SUA, comitatul are o suprafață totală de 3.201 km² (sau 1.236 mile²), dintre care 2.912 km² (ori 1.124 mile²) este uscat și 288 km² (sau 111 mile², adică 9,01%) este apă.

### Comitate învecinate
- Comitatul Vilas - nord
- Comitatul Forest - est
- Comitatul Langlade - sud-est
- Comitatul Lincoln - sud
- Comitatul Price - vest

### Drumuri importante
| - U.S. Highway 8 - U.S. Highway 45 - U.S. Highway 51 - Highway 17 (Wisconsin) - Highway 32 (Wisconsin) - Highway 47 (Wisconsin) - Highway 70 (Wisconsin) |

### Zone protejatenațional
- Nicolet National Forest (parțial)

## Demografie
Evoluția demografică
| 1930   | 1970   | 1980   | 1990   | 2000   |
| ------ | ------ | ------ | ------ | ------ |
| 15.899 | 24.427 | 29.614 | 31.679 | 36.776 |

|  | Graficele sunt indisponibile din cauza unor probleme tehnice. Mai multe informații se găsesc la Phabricator și la wiki-ul MediaWiki. |

Date: Wikidata - grafică realizată de Wikipedia